# Uncieburia
Uncieburia is een kevergeslacht uit de familie van de boktorren (Cerambycidae). De wetenschappelijke naam van het geslacht werd voor het eerst geldig gepubliceerd in 1997 door Martins.

## Soorten
Uncieburia omvat de volgende soorten:
- Uncieburia nigricans (Gounelle, 1909)
- Uncieburia quadrilineata (Burmeister, 1865)
- Uncieburia rogersi (Bates, 1870)